# Stupné
Stupné (ungarisch Osztopna – bis 1907 Sztupne) ist eine Gemeinde in der Nordwestslowakei mit 687 Einwohnern (Stand 31. Dezember 2024) und gehört zum Okres Považská Bystrica, einem Kreis des Trenčiansky kraj.

## Geographie

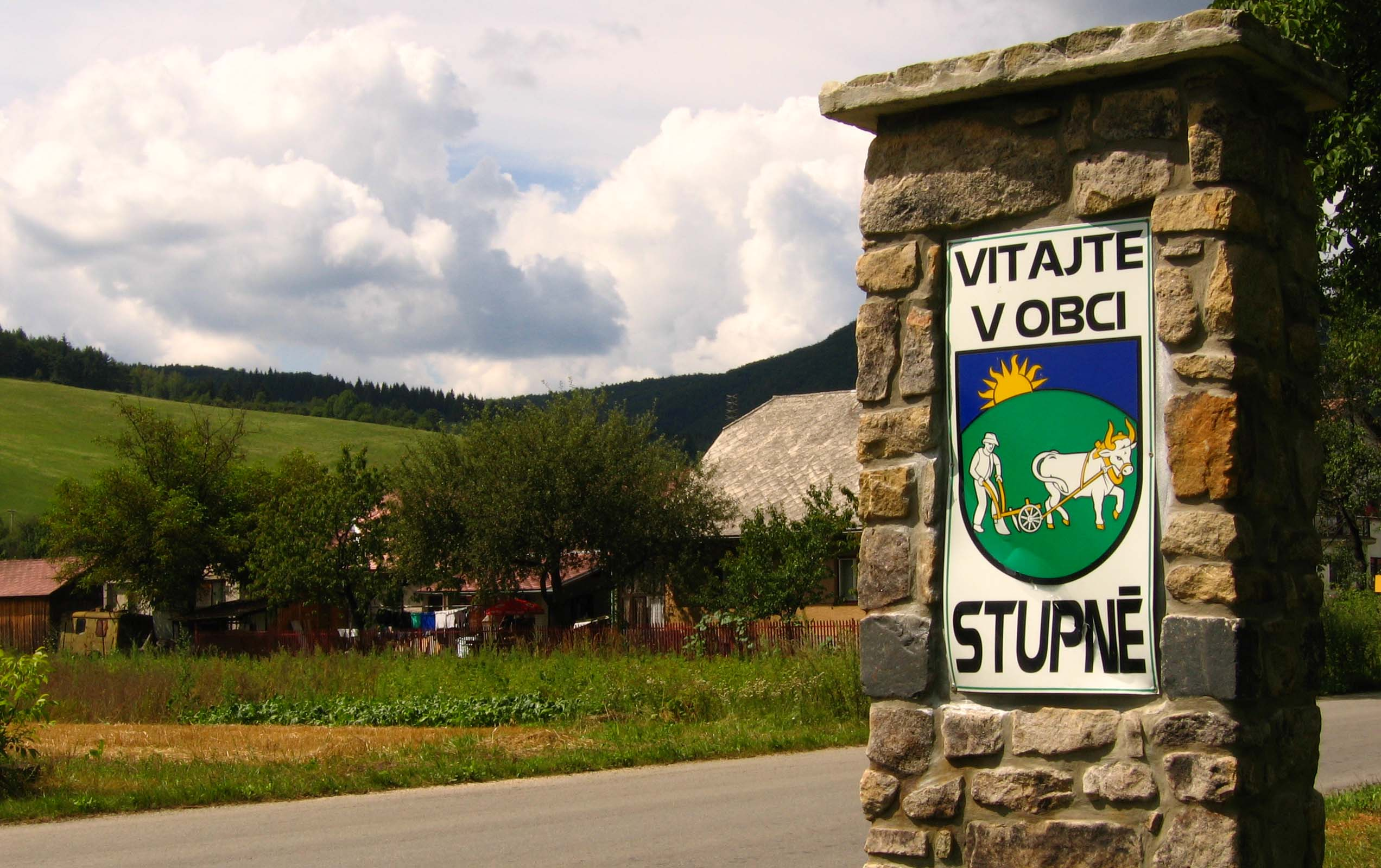
Wappendarstellung am Ortseingang

Die Gemeinde befindet sich am Südhang des Gebirges Javorníky im Tal des Baches Papradnianka, der ungefähr in Nordwest-Südost-Richtung verläuft und zum Einzugsgebiet der Waag gehört. Das Ortszentrum liegt auf einer Höhe von 330 m n.m. und ist 11 Kilometer von Považská Bystrica entfernt.
Nachbargemeinden sind Brvnište im Norden, Hvozdnica im Osten, Jasenica im Süden sowie Udiča im Südwesten und Westen.

## Geschichte

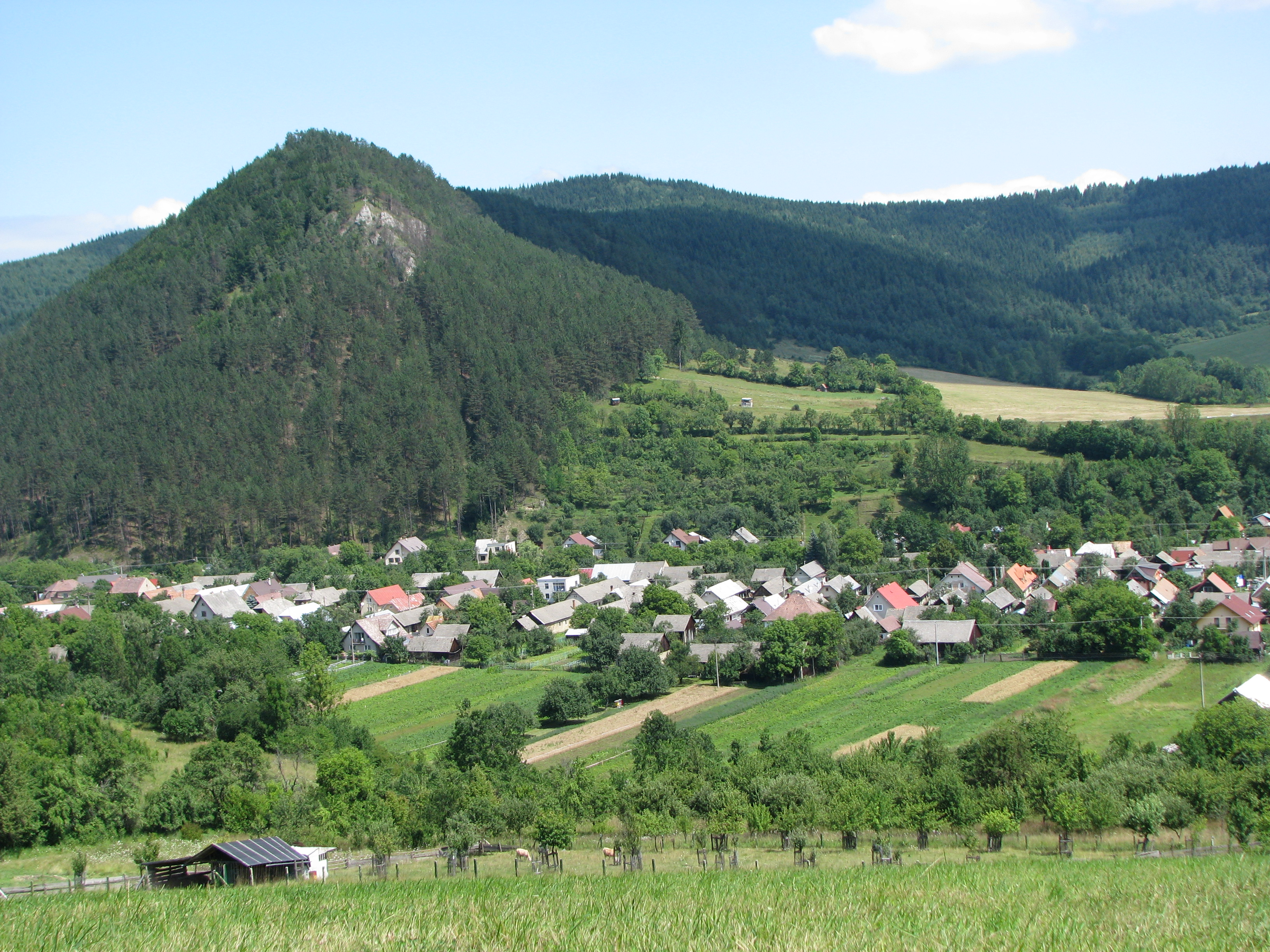
Stupné

Stupné wurde zum ersten Mal 1416 als Stupiczna schriftlich erwähnt und wurde nach deutschem Recht gegründet. Das Dorf war anfangs Teil der Nachbargemeinde Jasenica und war Teil des Herrschaftsguts von Bytča. 1598 gab es eine Mühle und 24 Häuser, 1784 hatte die Ortschaft 80 Häuser, 75 Familien und 396 Einwohner, 1828 zählte man 63 Häuser und 552 Einwohner, die als Landwirte und Waldarbeiter beschäftigt waren.
Bis 1918 gehörte der Ort im Komitat Trentschin zum Königreich Ungarn und kam danach zur Tschechoslowakei beziehungsweise heute Slowakei.

## Bevölkerung
| Jahr                | 1994 | 2004    | 2014    | 2024    |
| ------------------- | ---- | ------- | ------- | ------- |
| Anzahl der Personen | 696  | 689     | 718     | 687     |
| Unterschied         |      | −1,00 % | +4,20 % | −4,31 % |

| Jahr                | 2023 | 2024    |
| ------------------- | ---- | ------- |
| Anzahl der Personen | 688  | 687     |
| Unterschied         |      | −0,14 % |

Gemäß der Volkszählung 2011 wohnten in Stupné 693 Einwohner, davon 676 Slowaken, drei Tschechen und ein Rom. 13 Einwohner machten keine Angabe zur Ethnie.
624 Einwohner bekannten sich zur römisch-katholischen Kirche. 25 Einwohner waren konfessionslos und bei 44 Einwohnern wurde die Konfession nicht ermittelt.

## Bauwerke und Denkmäler
- Kapelle Sieben Schmerzen Mariens aus dem Jahr 1982

## Söhne und Töchter der Gemeinde
- Irena Ráček (* 1948), Malerin und Kinderbuchautorin